# ناتالیا جیمنز
ناتالیا آلتیا جیمنز سارمنتو (زاده ۲۹ دسامبر ۱۹۸۱)، شناخته شده حرفه ای به عنوان ناتالیا جیمنز یک خواننده و ترانه‌سرای اسپانیایی است که فعالیت موسیقی خود را در دهه ۲۰۰۰ به عنوان خواننده ایستگاه پنجم آغاز کرد. او جوایز گرمی و گرمی لاتین را دریافت کرده و در طول حرفه انفرادی خود بیش از ۳ میلیون آلبوم در سراسر جهان فروخته است. او با ستارگان اصلی موسیقی لاتین، از جمله مارک آنتونی، بابا یانکی و ریکی مارتین، دونوازی ضبط کرده است. خیمنز کار خود را با بازی در مترو و خیابان‌های مادرید در سن ۱۵ سالگی آغاز کرد.